# Promises (bài hát của Basia)
"Promises" là một bài hát của ca sĩ Ba Lan Basia từ album phòng thu đầu tay Time and Tide, phát hành năm 1987. Ca khúc được viết bởi Basia Trzetrzelewska, Daniel White và Peter Ross của Immaculate Foold. Nó được sản xuất bởi Daniel và Basia, và là một bài hát jazz-pop có pha lẩn nhạc samba. Đĩa đơn đầu tiên là một hit nhỏ ở Anh vào tháng 1 năm 1988. Năm 1989, "Promises" được xếp hạng tại Hoa Kỳ, nơi bản phối lại bài hát của Justin Strauss được phát hành trên đĩa đơn maxi 12".

## Video âm nhạc
Video âm nhạc đầu tiên của bài hát là hình ảnh Basia đang ở trên ban công ở giữa tòa nhà ba tầng, với bóng của cư dân tòa nhà hiển thị trong các cửa sổ. Cô biểu diễn bài hát khi cư dân kể về cuộc sống hàng ngày của họ.
Clip thứ hai được quay vào năm 1989 bởi Crescenzo Notarile và là một video âm nhạc trình diễn. Nó cho thấy Basia biểu diễn bài hát kèm theo một ban nhạc và vũ công, với một bức tranh treo tường đầy màu sắc ở hậu cảnh. Phiên bản này đã được đưa vào phiên bản VHS/LaserDisc Một ngày mới vào năm 1990.

## Danh sách bài hát
| - 7" single A. "Promises" – 3:57 B. "Promises" (Instrumental) – 3:48 - 7" single A. "Promises" B. "Give Me That" - 7" single A. "Promises" – 4:03 B. "From Now On" – 3:46 - 12" single A. "Promises" (Extended Remix) – 5:29 B. "From Now On" (Band Version) – 4:05 | - 12" single A. "Promises" (Extended French Mix) B1. "Give Me That" B2. "From Now On" - 12" single A1. "Promises" (Justin Strauss Remix) – 7:12 A2. "Promises" (Just Right Dub) – 7:44 B1. "Promises" (Samba House Mix) – 4:02 B2. "Promises" (Deep Dub) – 5:57 - CD maxi single 1. "Promises" (Extended French Mix) – 5:32 2. "Give Me That" – 4:24 3. "Astrud" – 4:39 4. "From Now On" (Band Version) – 4:06 |

## Thứ hạng
| BXH (1988-89)                                 | Thứ hạng |
| --------------------------------------------- | -------- |
| Canada (RPM 100 đơn)                          | 78       |
| Bảng xếp hạng đĩa đơn của Anh (OCC)           | 48       |
| Billboard Hoa Kỳ dành cho người lớn đương đại | 8        |

## Phiên bản bìa
- Gloria Lasso đã phát hành một phiên bản tiếng Tây Ban Nha trong album 1989 có tựa đề của mình.
- Năm 2006, Julie Dexter đã phát hành một bản cover bài hát trong album Moon Bossa, hợp tác với Khari Simmons.[5]